# Yarlands Summer Song
Yarlands Summer Song (né en 1986)  est un cheval de sport monté en concours complet d'équitation par Marie-Christine Duroy. Il est aussi un étalon réputé.

## Histoire
Yarlands Summer Song naît en Angleterre en 1986, du croisement de l'étalon Trakehner Fleetwater Opposition et de la jument Pur-sang Welton Gameful. Il est repéré à l'âge de deux ans et demi par le beau-père de Marie-Christine Duroy, qui conseille à cette dernière de l'acheter pour pratiquer le concours complet d'équitation, après l'avoir vu trotter. 
Yarlands Summer Song est vice-champion du monde de concours complet par équipes à La Haye en 1994 et Rome en 1998. Il est 4e par équipes aux JO d'Atlanta en 1996. 
Il est mis à la retraite dans la propriété de Marie-Christine Duroy au château de Russas après le championnat d'Europe de concours complet d'équitation à Luhmühlen en 1999, à cause d'une entorse, à l'âge de 13 ans, pour être voué à la reproduction.
Il est régulièrement monté jusqu'à l'âge de 26 ans. Il reproduit jusqu'à l'âge de 28 ans.
Il meurt en mars 2019, à l'âge de 33 ans.

## Description
C'est un étalon de robe bai-brun, toisant 1,62 m. Il est de petite taille pour un cheval de sport.
Il est surnommé « Bouboule ».

## Reproduction
En 2013, il est second meilleur père de chevaux gagnants en concours complet en France. Il est 8e du classement WBFSH des meilleurs étalons de complet en 2014.